# Кравченко Тетяна Петрівна
Тетяна Петрівна Кравченко (30 квітня 1916, Астрахань — 2003, Санкт-Петербург) — радянська і російська піаністка, педагог, народна артистка РРФСР.

## Біографія
Тетяна Кравченко народилася 30 квітня 1916 року в Астрахані. Її мати була піаністкою, вітчим також був музикантом. Через якийсь час сім'я переїхала в Москву, де мати стала директором музичної школи. У 1930-1934 роках навчалася в Музичному училищі імені Жовтневої Революції на струнному факультеті. У 1934—1939 році навчалася в Московській консерваторії (клас фортепіано Лева Оборіна). У 1945 році закінчила у нього ж аспірантуру. Під час Другої світової війни була в евакуації в Томську. Виступала з піаністом Михайлом Семеновичем Друскіним.
У 1945-1950 роках була солісткою Московської філармонії.
У 1950-1967 роках працювала в Ленінградській консерваторії, кандидат мистецтвознавства (1954), з 1964 року професор. В кінці 1950-х роках викладала в Китаї в Шанхайській консерваторії.
У 1967-1979 роках викладала в Київській консерваторії, завідувала кафедрою спеціального фортепіано. У 1980 році повернулася до Ленінграду, де продовжила викладати в Ленінградській консерваторії. Багато виступала, як піаністка в Росії і за кордоном. Виступала в ансамблі з О. М. Пархоменко (скрипка).
Серед її учнів: І. Павлова, В. Макаров, Г. Курков, Ю. Дикий, С. Крівопос, Л. Набедрік. Лауреатами міжнародних конкурсів стали її учні Ченцзун, Н. В. Труллі, В. В. Міщук (2-е премії на конкурсах імені Петра Чайковського), Гу Шуань (4-я премія на конкурсі імені Шопена), Лі Мінцян ( перемога на конкурсі ім. Енеску, 4-я премія на конкурсі імні Шопена), Урьяш, Е. Марголіна, П. Зарукін; переможці всесоюзних і республіканських конкурсів: В. Глущенко, В. Шамо, В. Черноруцкий, В. Козлов, Г. Б. Непорожня, Байков, Е. Ковальова-Тимошкина, А. Бугаевский.
Померла в 2003 році, похована на Павлівському кладовищі  поблизу Санкт-Петербурга.

### Родина
- Чоловік — віолончеліст Лев Соломонович Гінзбург (1907-1981), музикознавець, віолончеліст, педагог[1].

## Нагороди і премії
- Заслужена артистка РРФСР (23.10.1962)[2].
- Народна артистка РРФСР (1988).